# Caiguda del mur de Berlín
La caiguda del mur de Berlín és l'esdeveniment que marca de forma material la fi d'un període d'aïllament de l'Alemanya Oriental. El mur de Berlín va començar a ser enderrocat primer de forma popular el dia 9 de novembre de 1989 i, posteriorment, amb mitjans industrials i de forma oficial, el 10 de novembre de 1989.

## Antecedents

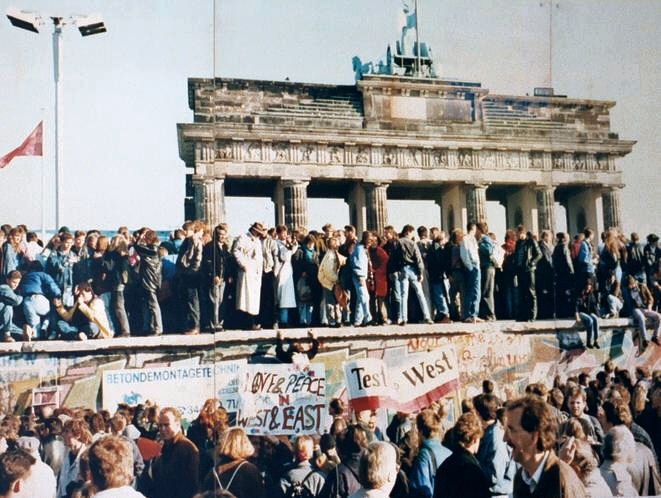
Mur de Berlín a la Porta de Brandenburg (10 de novembre de 1989)

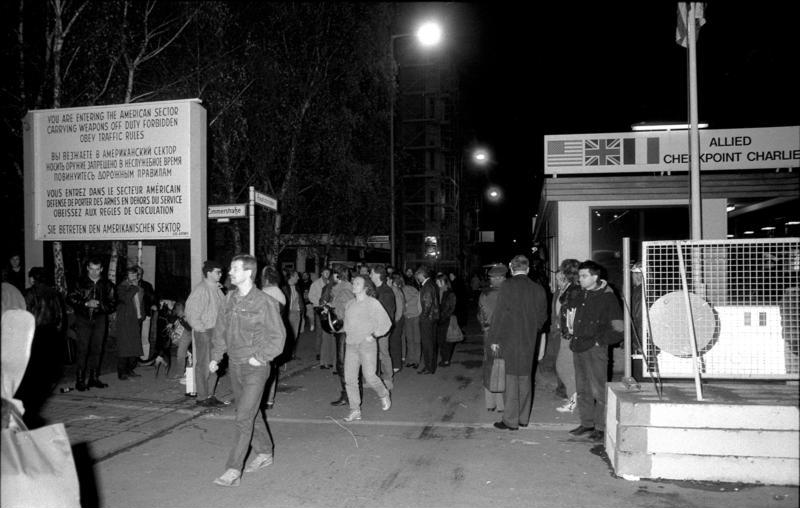
Travessant el Punt de Control "Checkpoint Charlie" (10 de novembre de 1989)

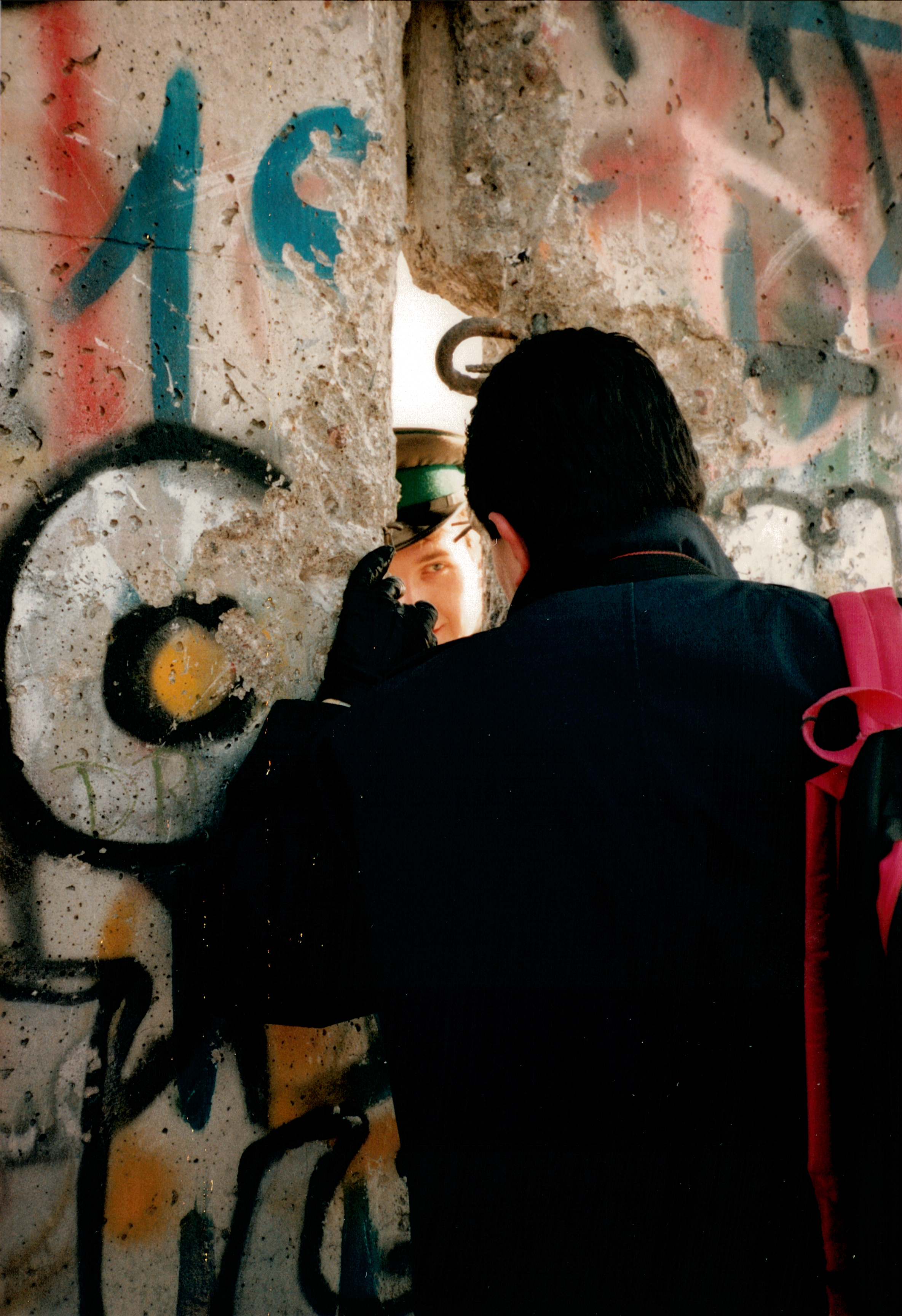
Un guarda alemany oriental parla amb un d'occidental a través d'una esquerda oberta a la paret (finals de novembre de 1989)

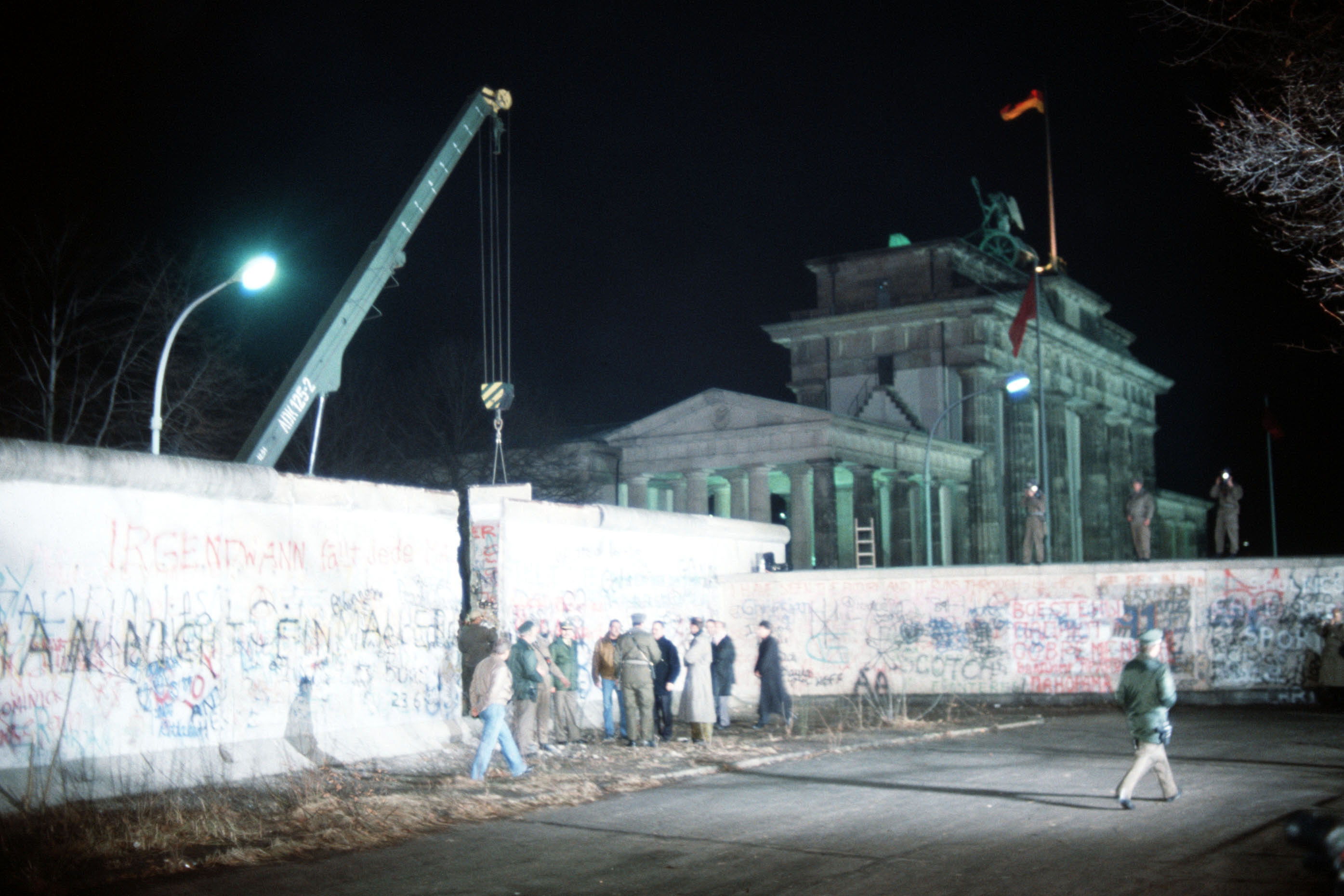
Una grua extreu una secció del mur de Berlín prop de la porta de Brandenburg (21 de desembre de 1989)

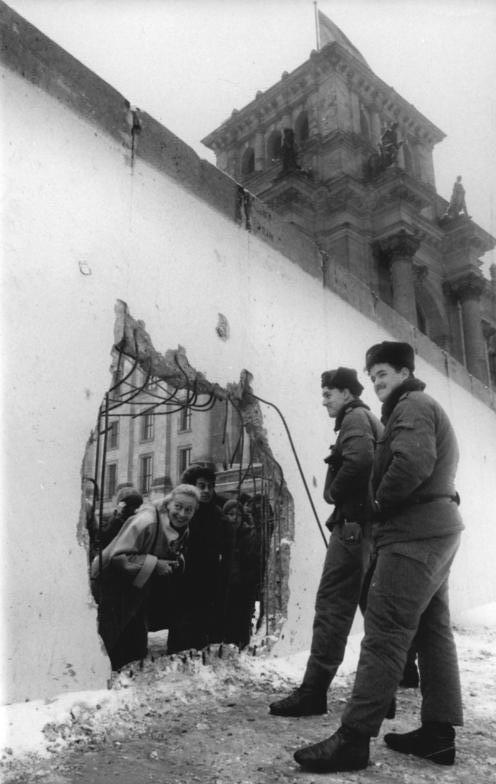
Uns alemanys occidentals observen encuriosits uns guardes de frontera d'Alemanya Oriental a través d'un forat a la paret

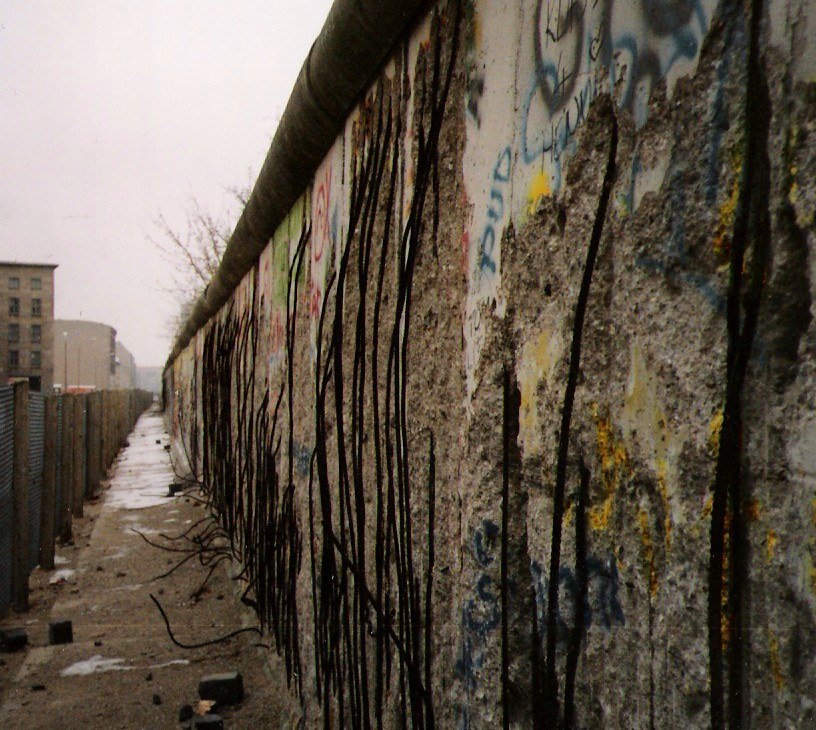
Gairebé totes les seccions restants del mur de Berlín es varen enderrocar ràpidament (desembre de 1990)

El 23 d'agost de 1989 Hongria va obrir les seves defenses frontereres amb Àustria amb el Pícnic paneuropeu, i el setembre més de 13.000 turistes alemanys orientals a Hongria s'escapaven cap a Àustria. Això començaria una cadena d'esdeveniments. Els hongaresos impediren que molts més alemanys orientals travessessin la frontera i els retornaren a Budapest, aquests alemanys orientals inundaven l'ambaixada de l'Alemanya Occidental i es negaven a retornar a l'Alemanya Oriental. El govern alemany oriental responia rebutjant altres viatges a Hongria, però permetia retornar els que ja hi eren. Això va provocar un incident similar a la veïna Txecoslovàquia. En aquesta ocasió, les autoritats alemanyes orientals els van permetre marxar, amb la condició que utilitzessin un tren que transités per l'Alemanya de l'Est. Això provocà manifestacions massives dins de l'Alemanya Oriental.
El que va ser líder durant molt temps de l'Alemanya Oriental, Erich Honecker, dimitia el 18 d'octubre de 1989, i va ser reemplaçat uns dies més tard per Egon Krenz. Honecker havia pronosticat el gener d'aquell any que «el mur romandria cent anys més» si les condicions que n'havien provocat la construcció no canviaven.
Es varen produir protestes per tot arreu d'Alemanya Oriental el setembre de 1989. Inicialment, eren de gent que volia marxar cap a l'Alemanya Occidental, cantant "Wir wollen raus!" ("Volem sortir!"). Llavors els manifestants començaven a cantar "Wir bleiben hier!", ("Aquí ens quedem!"). Aquest va ser el començament del que els alemanys orientals anomenaren, a finals de 1989, la revolució pacífica. El 4 de novembre, les protestes havien crescut significativament, reunint mig milió de persones el dia de la manifestació d'Alexanderplatz a Berlín Oriental.
Mentrestant l'onada de refugiats que marxaven d'Alemanya de l'Est cap a l'Oest havia augmentat i havia trobat el seu camí a través de Txecoslovàquia, tolerat pel nou govern Krenz i d'acord amb el govern txecoslovac comunista. Per alleujar les complicacions, el politburó dirigit per Krenz va decidir, el 9 de novembre, permetre als refugiats sortir directament a través dels punts de pas entre Alemanya Oriental i Occidental, incloent-hi Berlín Oest. El mateix dia, l'administració ministerial modificava la proposta per a incloure els viatges privats. Les noves regulacions entraren en vigor el 17 de novembre de 1989.
Günter Schabowski, un portaveu del politburó, tenia la tasca d'anunciar-ho; tanmateix no havia estat implicat a les discussions sobre les noves regulacions i no s'havia posat plenament al dia. Poc abans en una conferència de premsa el 9 de novembre, li passaven una nota que deia que els berlinesos se'ls permetria travessar la frontera amb el permís apropiat, però sense donar cap altra instrucció. Aquestes regulacions havien estat confeccionades feia només unes poques hores i havien de tenir efecte l'endemà, donant així temps per distribuir-les entre els guardes fronterers, però ningú no havia informat Schabowski. Va llegir la nota en veu alta al final de la conferència. Quan el periodista italià Riccardo Ehrman, corresponsal a Berlín de l'agència de notícies ANSA, li va preguntar quan tindrien efecte les regulacions, Schabowski suposava que era aquell mateix dia i respongué "Pel que sé, entren en vigor immediatament, sense retard". Després d'altres preguntes dels periodistes va confirmar que les regulacions incloïen els passos fronterers de Berlín Oest, que no havia esmentat fins llavors. Poc després, un canal de televisió alemany occidental, ARD, emetia una informació incompleta de la conferència de premsa de Schabowski. Un moderador va manifestar: "Aquest 9 de novembre és un dia històric". Alemanya de l'Est "ha anunciat que, comença immediatament l'obertura de les seves fronteres a tothom."
Després de sentir l'emissió, els alemanys orientals es varen reunir al costat del mur demanant que els guardes de frontera obrissin immediatament les seves portes. Els sorpresos i aclaparats guardes feien moltes tenses trucades als seus superiors, però quedava clar que no hi havia ningú entre les autoritats que s'atrevís a prendre la responsabilitat personal de donar ordres per a utilitzar una força letal, per tant no hi havia solució per als soldats que es veien a bastament superats en nombre per l'enorme multitud de ciutadans orientals. En vistes de la multitud creixent, els guardes finalment varen cedir, obrint els controls i permetent passar la multitud amb poca o cap comprovació d'identitats. Els exultants berlinesos de l'est eren rebuts pels ciutadans de l'oest en una atmosfera commemorativa. El 9 de novembre es considera la data oficial de la caiguda del mur. En els dies i setmanes següents, la gent venia al mur amb martells i pics per arrencar-ne trossos com a record. Aquesta gent se'ls anomenava "Mauerspechte" (pica-soques de paret).
El règim d'Alemanya Oriental va anunciar l'obertura de deu nous passos fronterers en la següent setmana, incloent-hi alguns en localitzacions simbòliques (Potsdamer Platz, Glienicker Brücke, Bernauer Straße). La multitud als dos costats esperaven durant hores, animant-se als buldòzers que enderrocaven parts del mur per restablir velles carreteres. Algunes fotos i imatges de televisió d'aquests esdeveniments es mal etiqueten com "desmantellant el mur", tot i que era merament la construcció de passos nous. Els passos de frontera nous es van continuar obrint fins meitat de 1990, incloent-hi la Porta de Brandenburg el 22 de desembre de 1989.
Els alemanys i berlinesos occidentals varen disposar de visat lliure per viatjar des del 23 de desembre. Fins llavors només podrien visitar la zona oriental sota condicions restrictives que implicaven sol·licitud d'un visat uns quants dies o setmanes per endavant i canvi obligatori de com a mínim 25 marc alemany per dia d'estada previst, cosa que obstaculitzava visites espontànies. Així, en les setmanes entre el 9 de novembre i 23 de desembre, els alemanys orientals varen poder viatjar més lliurement que els occidentals.
La caiguda del mur era el primer pas cap a la reunificació alemanya, que s'acabaria formalment el 3 d'octubre de 1990.

### Oposició
A moltes capitals europees de l'època hi havia una profunda ansietat davant les perspectives d'una Alemanya reunificada. El setembre de 1989 la primera ministra britànica Margaret Thatcher demanava al president soviètic Mikhaïl Gorbatxov no permetre la caiguda del mur de Berlín i confiava que el líder soviètic faria tot allò què pogués per a aturar-ho.
| « | No volem una Alemanya unida. Lideraria un canvi de les fronteres post-bèl·liques, i no podem permetre-ho, perquè suposa un desenvolupament que generaria inestabilitat en l'esfera internacional i podria posar en perill la nostra seguretat. | » |

Després de la caiguda del mur de Berlín, el president francès François Mitterrand advertia a Thatcher que una Alemanya unificada podria adquirir més espai que el que Adolf Hitler va arribar a tenir i que Europa hauria d'aguantar les conseqüències.

## Celebracions
El 25 de desembre de 1989, Leonard Bernstein va oferir un concert a Berlín, per celebrar la fi del mur. S'hi van incloure peces de Beethoven, com ara la Simfonia núm.9 (Himne a l'alegria) amb el mot "alegria" (Freude) canviat per "llibertat" (Freiheit) en el text de la cançó. L'orquestra i el cor eren integrats per ambdues Alemanyes, l'oriental i l'occidental, així com pel Regne Unit, França, la Unió Soviètica i els Estats Units.
Roger Waters i Pink Floyd tocaren el seu conegut àlbum The Wall ("El mur"), just al nord de la Potsdamer Platz el 21 de juliol de 1990, amb artistes convidats com ara Bon Jovi, Scorpions, Bryan Adams, Sinéad O'Connor, Thomas Dolby, Joni Mitchell, Marianne Faithfull, Levon Helm, Rick Danko i Van Morrison. David Hasselhoff tocà la seva cançó "Looking for Freedom", que era molt popular a Alemanya en aquell moment, al damunt del mur de Berlín.
Amb el pas dels anys, s'ha plantejat repetidament un debat força controvertit, sobre si seria adequat fer una festa nacional alemanya, un debat sovint iniciat per antics membres de l'oposició política a l'Alemanya Oriental, com ara Werner Schulz. A més de ser l'apogeu emocional de la revolució pacífica de l'Alemanya Oriental, el 9 de novembre és també la data de la fi de la Revolució alemanya de 1848, la data de l'abdicació del kàiser Guillem, que donà lloc a la República de Weimar. Tanmateix, el 9 de novembre és l'aniverari del Putsch de Múnic i de l'infame pogrom dels nazis a la Nit dels vidres trencats. El Premi Nobel de la Pau Elie Wiesel criticà la primera eufòria, fent notar que "ells oblidaren que el 9 de novembre ja havia entrat a la història - 51 anys abans ja l'havia marcat la Nit dels vidres trencats". Com que la reunificació no fou oficial i completa fins al 3 d'octubre de 1990, aquest fou, finalment, el dia triat com a Dia de la Unitat Alemanya.

### Celebracions pel 20è aniversari de la caiguda del mur
El 9 de novembre del 2009, Berlín celebrà el 20è aniversari de la caiguda del mur amb un "Festival de la Llibertat", amb l'assistència dignataris de tot el món, i una celebració nocturna al voltant de la Porta de Brandenburg. El punt àlgid fou quan més de 1000 fitxes de dominó acolorides, cadascuna d'uns 2,5 metres d'alçada, que s'apilaven al llarg de l'antiga ruta del mur al centre de la ciutat, foren enderrocades per etapes i convergiren al davant de la Porta de Brandenburg.
Un compte de Twitter anomenat Berlin Twitter Wall es va crear per permetre als usuaris d'aquesta xarxa social deixar missatges per commemorar el 20è aniversari. Masses d'usuaris xinesos l'han usat per protestar contra el Gran Tallafocs de la Xina (en anglès, "tallafocs" és firewall, però wall, aïlladament, significa mur; d'aquí el joc de paraules). Aquest compte de Twitter fou ràpidament bloquejat per les autoritats xineses.
Als Estats Units, l'ambaixada alemanya coordinà una campanya diplomàtica pública amb el lema "llibertat sense murs", per commemorar el 20è aniversari de la caiguda del mur de Berlín. La campanya se centrava a promoure la consciència de la caiguda del mur de Berlín entre els estudiants universitaris. Estudiants de prop de trenta universitats participaren en els esdeveniments de "llibertat sense murs" cap a finals del 2009. El guanyador del Freedom Without Walls Speaking Contest Robert Cannon va rebre un viatge de franc a Berlín pel 2010.
Un projecte internacional anomenat Mauerreise (Viatges del Mur) va tenir lloc en diversos països. Vint simbòlics maons del mur s'enviaren des de Berlín, començant el seu periple al maig del 2009. Les seves destinacions: Corea del Sud, Xipre, el Iemen i altres llocs on cada dia la vida es caracteritza per la divisió i l'experiència de la frontera. En aquests llocs, els maons esdevindran llenços en blanc per a artistes, intel·lectuals i gent jove per abordar el fenomen del mur
Per commemorar el 20è aniversari de la caiguda del mur, Twinity va reconstruir una reproducció a escala d'una secció del mur a un Berlín virtual. Els premis MTV Europe Music Awards del 5 de novembre, tingueren l'actuació d'U2 i Tokio Hotel, amb cançons dedicades al mur o que parlaven sobre aquest. Els U2 actuaren a la Porta de Brandenburg, i els Tokio Hotel interpretaren "World Behind My Wall".
Els palestins a la vila de Kalandia, enderrocaren parts de la Barrera israeliana de Cisjordània, com a símbol del 20è aniversari de la caiguda del mur de Berlín.
El Museu Internacional de l'Espionatge, a Washington DC, hostatjà un Trabant car rally i vint Trabants més reunits amb ocasió del 20è aniversari de la caiguda del mur. Es van sortejar carreres cada mitja hora i un Trabant s'estavellà contra una maqueta del Mur de Berlín. El Trabant era el cotxe més popular a l'antiga Alemanya Oriental molts foren usats per abandonar l'Alemanya Oriental després del col·lapse.
El Museu dels Aliats al districte berlinès de Dahlem, hostatjà un nombre d'esdeveniments en commemoració d'aquest 20è aniversari. El museu va organitzar una exhibició especial titulada "La Patrulla del Mur - Els governs occidentals i el Mur de Berlín, 1961-1990", que es focalitzava en les patrulles diàries desplegades pels governs occidentals per observar la situació al llarg del Mur de Berlín i les fortificacions de la frontera interalemanya de l'República Democràtica Alemanya (RDA). Un conjunt de "segells Ventafocs", dissenyats per T.H.E. Hill, l'autor de Voices Under Berlin: The Tale of a Monterey Mary, fou presentat al museu per David Guerra, veterà de Berlín i webmàster del lloc web Berlin Brigade. Els segells il·lustren esplèndidament que, fins i tot vint anys després, els veterans del servei a Berlín encara consideren el seu servei allà com un dels punts àlgids en la seva vida.

## Museu
Quinze anys després de la caiguda, un museu privat reconstruí uns 200 metres de la secció més propera al Checkpoint Charlie, tot i que no en la localització original del mur. Temporalment s'alçaren més de mil creus, en memòria d'aquells que moriren intentant fugir cap a l'Oest. El memorial fou instal·lat a l'octubre del 2004, i demolit al juliol del 2005

## Diferències culturals
Durant molt de temps després de la reunificació, els alemanys parlaven sobre les diferències culturals entre els alemanys de l'Est i els de l'Oest (col·loquialment Ossis i Wessis), una diferència que de vegades es descrigué com a Mauer im Kopf ("El mur al cap"). Al setembre de 2004, els resultats d'una enquesta mostraven que el 25% dels alemanys occidentals i el 12% dels alemanys orientals desitjaven que l'Est i l'Oest fossin separats altre cop per un "mur".
Els resultats d'una altra enquesta feta l'octubre del 2009, en el 20è aniversari de la caiguda del mur indicaven, tanmateix, que sols una desena part de la població estava encara descontenta amb la unificació (8% a l'Est, 12% a l'Oest). Tot i que les diferències són encara perceptibles entre l'Est i l'Oest, els alemanys també fan distincions similars entre el Nord i el Sud.
Una enquesta recent, conduïda per l'empresa d'estudis d'opinió russa VTsIOM, va revelar que més de la meitat dels russos no saben qui va construir el mur de Berlín. Un deu per cent de la gent preguntada pensaven que eren els mateixos berlinesos els que l'havien construït. Un sis per cent va dir que els governs de l'Oest el construïren i un quatre per cent pensava que fou una "iniciativa bilateral" de la Unió Soviètica i l'Oest. Un 58% deia que no sabien qui l'havia construït, i sols un 24% digué correctament la Unió Soviètica i el seu aleshores aliat comunista, l'Alemanya Oriental.

## Llegat

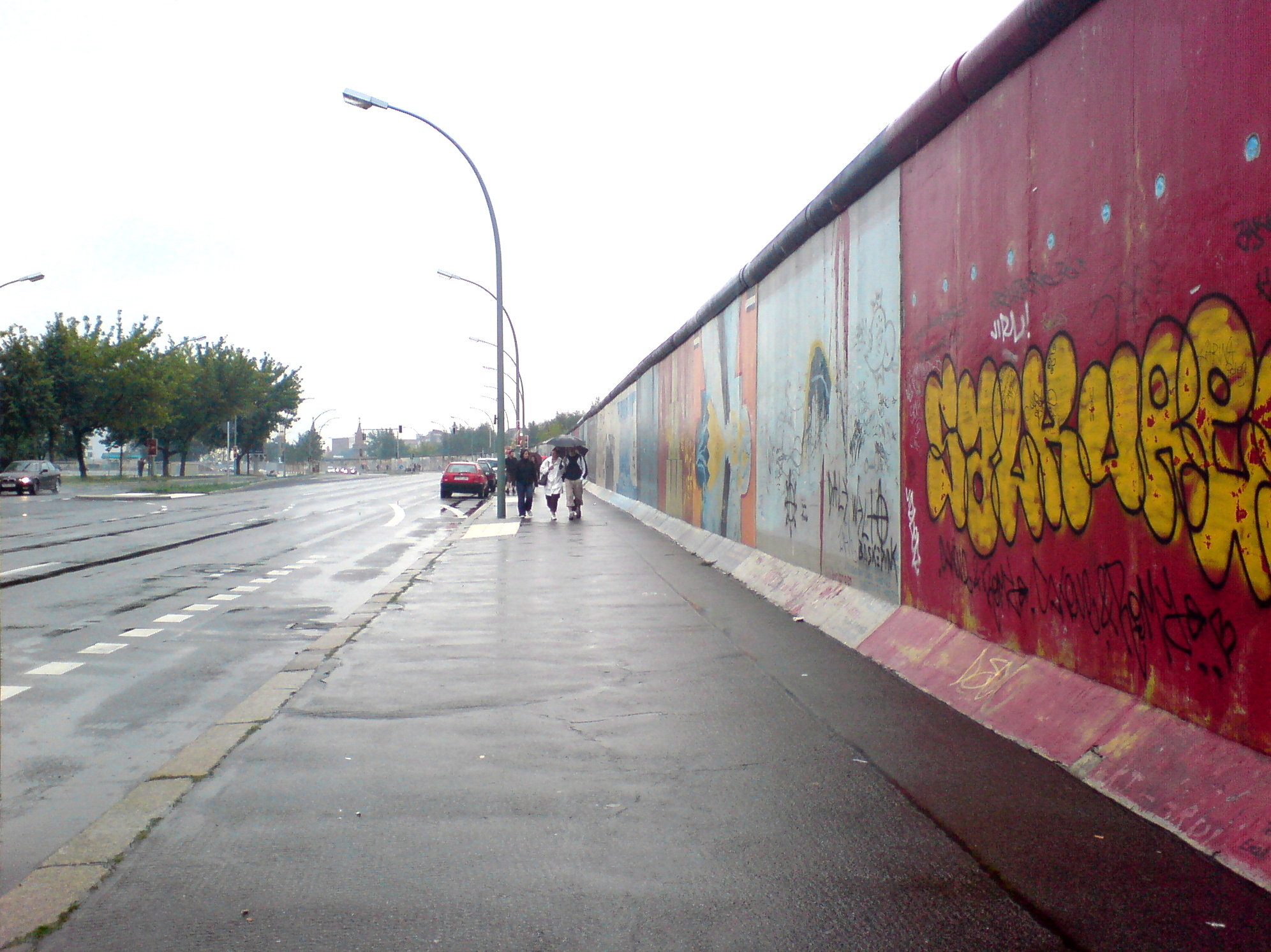
Peces restants del mur prop d'Ostbahnhof, a Friedrichshain, agost de 2006.
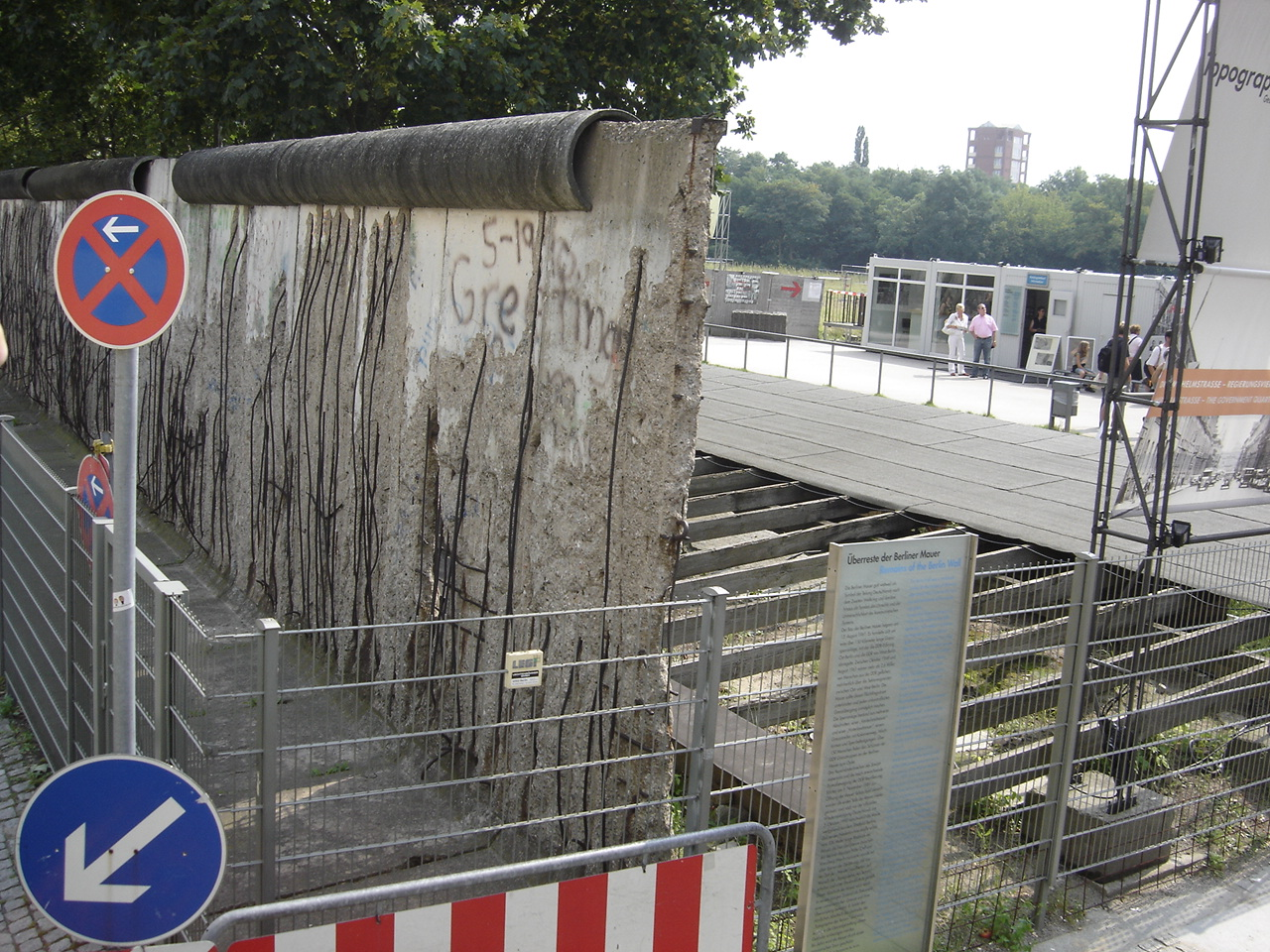
Restes del mur adjacent a la Topografia de terror, agost de 2007.
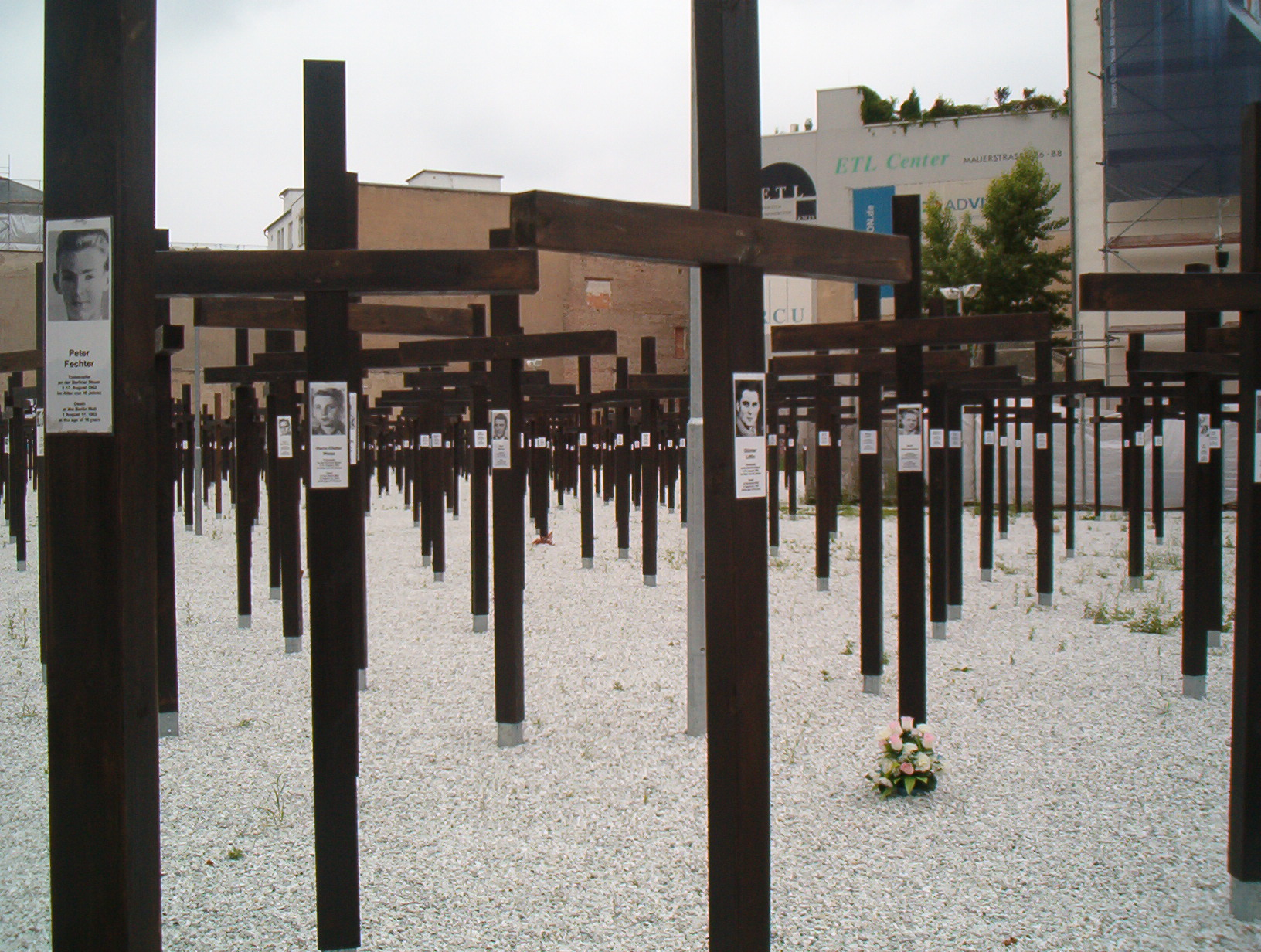
Memorial de més de mil creus per als que moriren intentant creuar el mur. El memorial va estar durant deu mesos entre 2004 i 2005 abans de ser retirat.
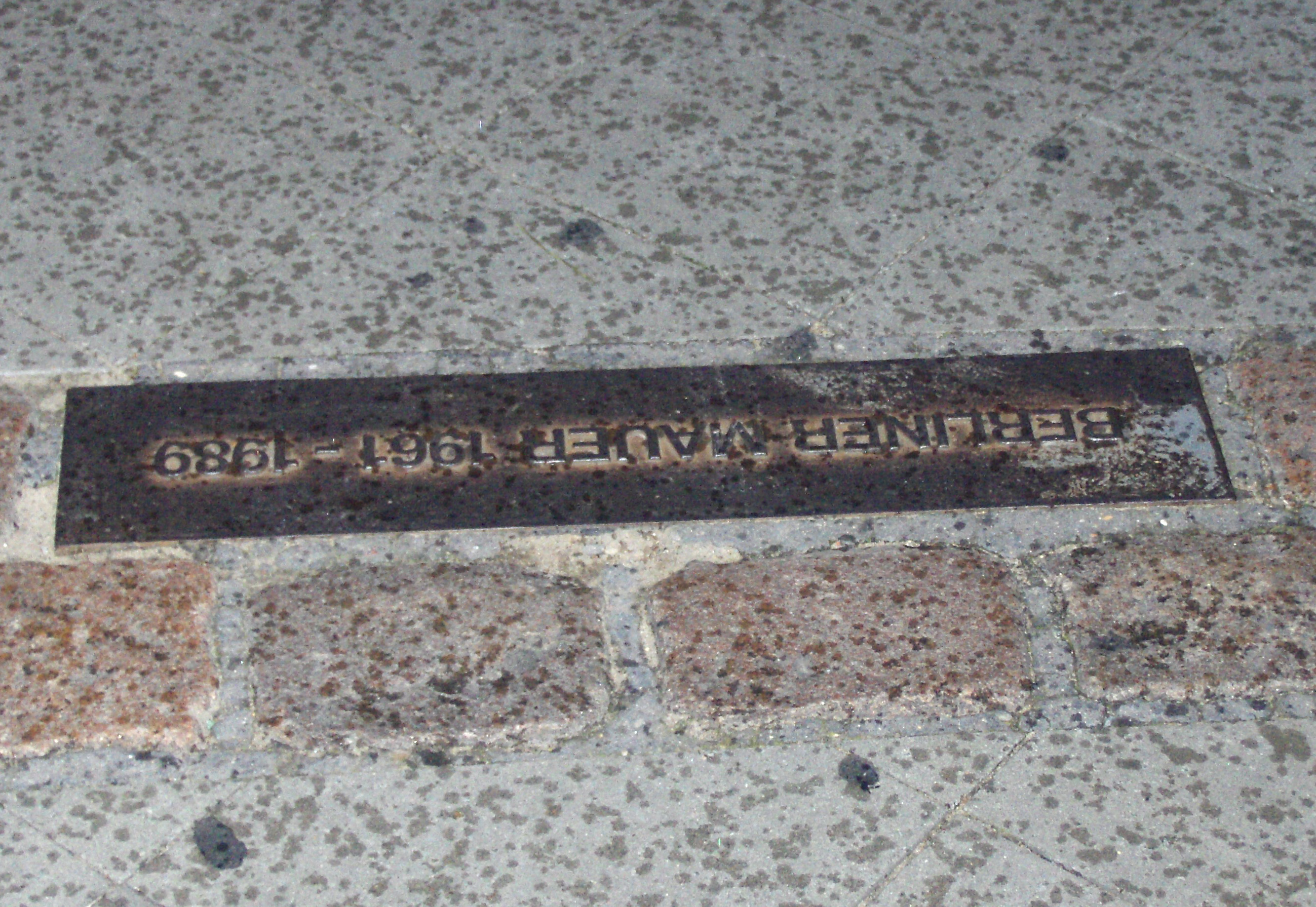
Línia de còdols que indica per on passava el mur. La placa diu "Berliner Mauer 1961-1989".
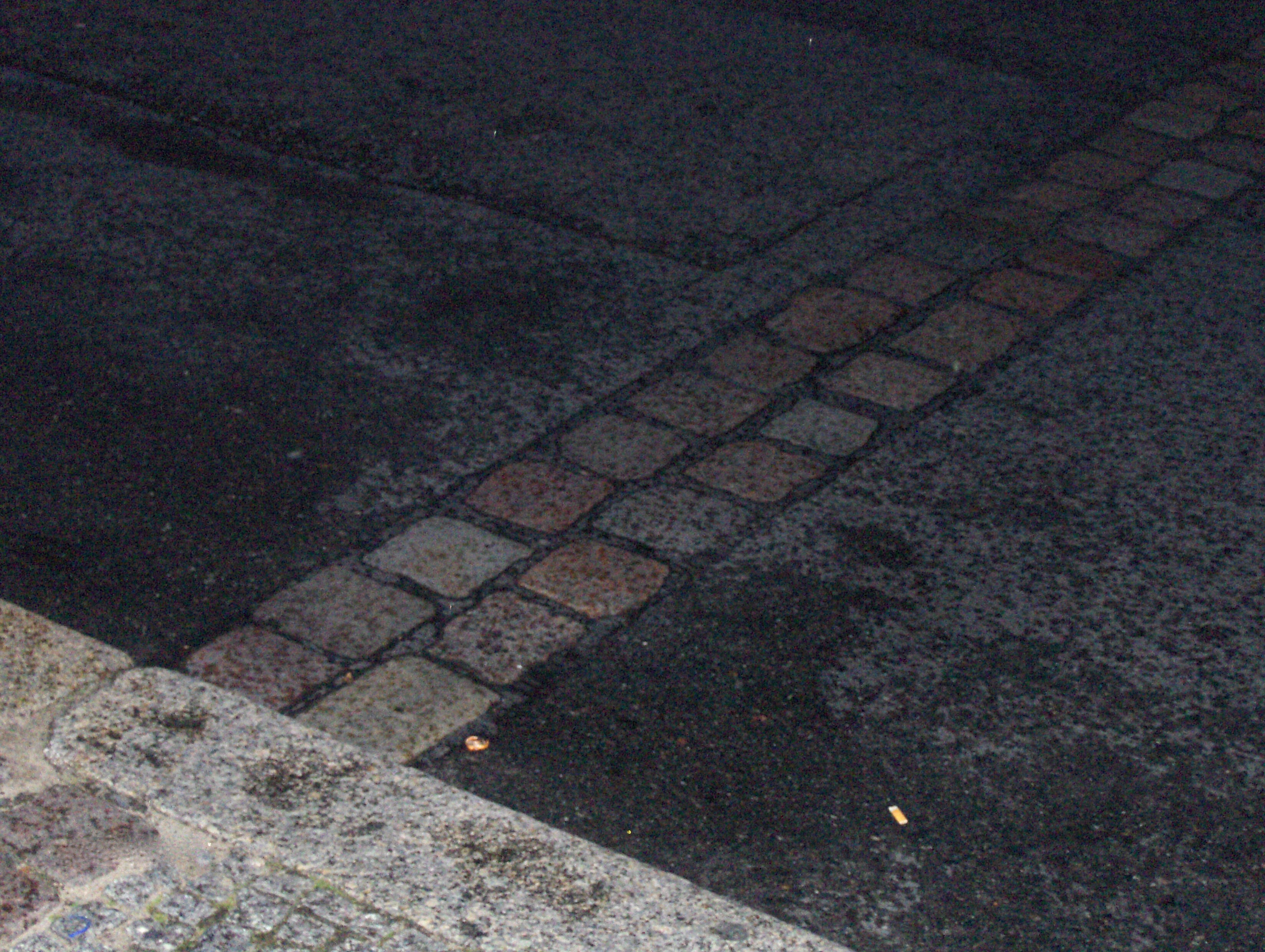
Una línia de còdols sense placa.
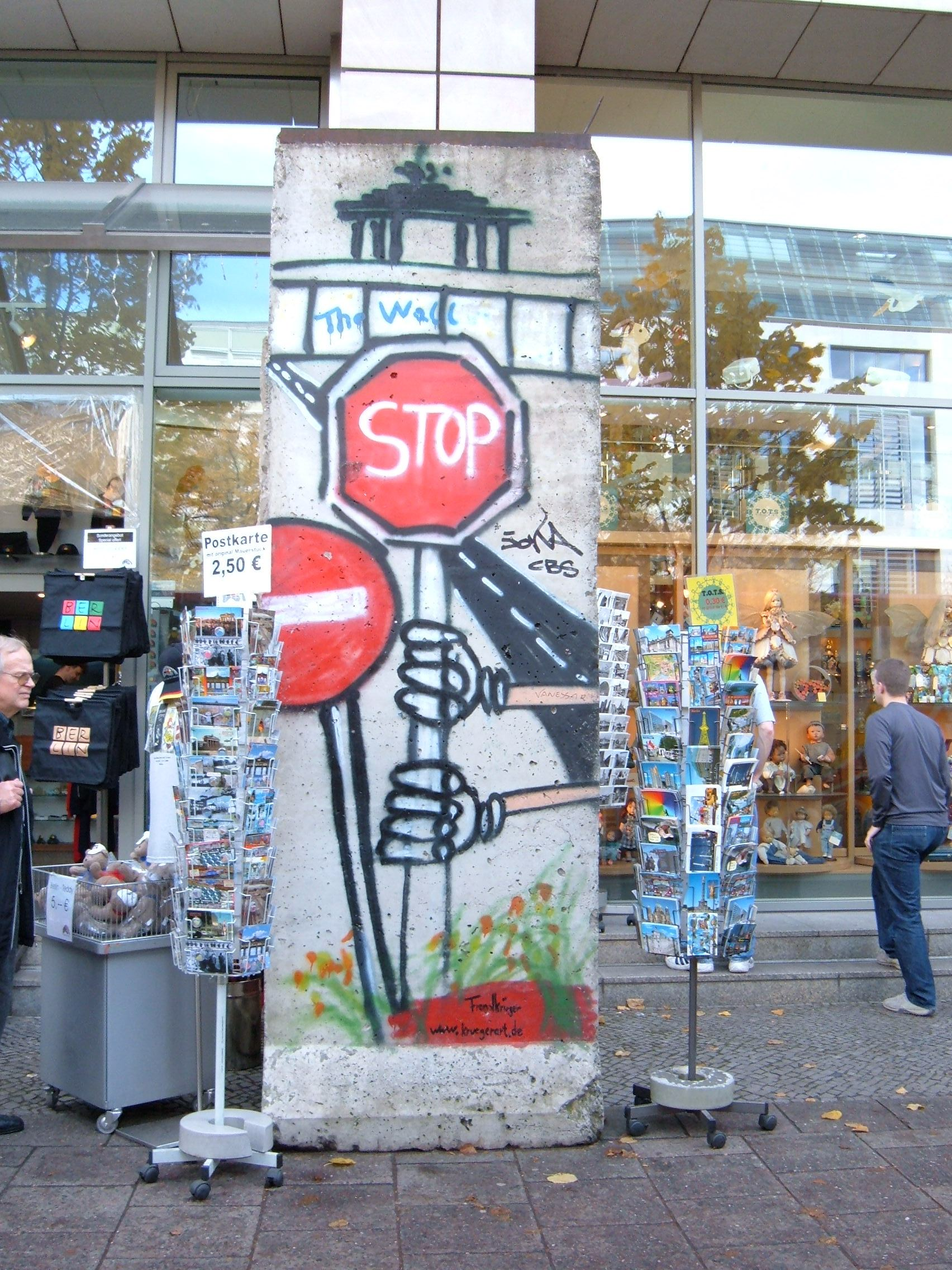
Una secció del mur a la sortida d'una botiga de souvenirs a Unter den Linden, octubre de 2004.

### Segments del mur distribuïts pel món
No tots els segments del mur varen ser destruïts quan aquest es va demolir; n'hi ha molts que s'han donat a diverses institucions de tot el món des de la caiguda. Es poden trobar, per exemple, en museus presidencials i històrics, hotels, corporacions, universitats i edificis governamentals.
Tanmateix, no tots aquests fragments representen acuradament l'aparença original. Alguns han estat ben maltractats pels cercadors de records. S'han pres alguns fragments del mur i s'han venut arreu del món. Com que ambdós apareixen amb certificat d'autenticitat o sense, aquests fragments ara són el producte estrella d'alguns serveis de compra online, com ara eBay, això com de les botigues de records a Alemanya. Avui, el cantó de l'est és cobert amb grafits que no existien mentre el mur era vigilat pels soldats de l'Alemanya de l'Est. Prèviament, els grafits aparegueren al cantó de l'Alemanya de l'Oest. Al llarg de les àrees turístiques del centre de la ciutat, el govern de la ciutat ha marcat la localització de l'antic mur mitjançant una filera de llambordes al carrer. En molts llocs, sols s'ha marcat el "primer" mur, excepte a la rodalia de la Postdamerplatz, on s'ha marcat l'extensió dels dos murs, per tal de donar als visitants una impressió real de la dimensió del sistema de barreres.